# Don Camillo Monseigneur
Série Don Camillo
La Grande Bagarre de don Camillo
(1955) Don Camillo en Russie
(1965)
Pour plus de détails, voir Fiche technique et Distribution.
Don Camillo Monseigneur (Don Camillo monsignore… ma non troppo) est un film italien réalisé par Carmine Gallone et sorti en 1961.
C'est le quatrième opus de la série de films mettant en scène le personnage de Don Camillo.
Il fait suite au film La Grande Bagarre de don Camillo et précède Don Camillo en Russie.

## Synopsis
Don Camillo et Peppone sont devenus respectivement « Monseigneur » (titre donné à certains prélats ou hauts dignitaires de la cour papale, prélat, haut dignitaire de la maison du pape) et sénateur. Ils se rencontrent par hasard dans le train qui les ramène à Brescello.
Une fois de nouveau rassemblés dans leur commune, ils reprennent la lutte comme au bon vieux temps. Le premier conflit concerne la construction d’une Maison du peuple qui demanderait la démolition d’une petite chapelle. Les autres différends qui les opposent sont d’une part le mariage civil souhaité par Peppone pour son fils et un outrage subi par Gisella, une camarade du parti.

## Fiche technique
- Titre original : Don Camillo monsignore... ma non troppo
- Titre français : Don Camillo Monseigneur
- Réalisation : Carmine Gallone
- Scénario : Léo Benvenuti, Piero de Bernardi d'après les personnages de Giovannino Guareschi
- Dialogues français : René Barjavel
- Direction artistique : Piero Filippone
- Décors : Arrigo Breschi, assisté de Virgilio Marchi
- Costumes : Lucia Minisola
- Maquillage : Césare Gambarelli
- Photographie : Carlo Carlini
- Affiche Française : Yves Thos
- Son : Oscar di Santo, Agostino Moretti, Alvaro Orsini
- Montage : Nicole Lazzai (image) ; Umberto Picistrelli (son)
- Musique : Alessandro Cicognini
- Production : Gianni Cecchin ; Angelo Rizzoli (exécutif)
- Sociétés de production : Francinex (Paris), Cineriz (Milan)
- Sociétés de distribution : Cinédis (France), Cineriz (Italie)
- Format : Noir et blanc - 35 mm - 1,37:1 - son mono
- Genre : Comédie
- Durée : 109 minutes (Italie) ; 118 minutes (France)
- Dates de sortie : 
  - Italie :  7 octobre 1961
  - France : 1er décembre 1961

## Distribution
Par ordre d'apparition au générique
- Fernandel (VI : Carlo Romano) : Don Camillo
- Gino Cervi (VF : Jacques Eyser) : Giuseppe Bottazzi dit « Peppone »
- Jean-Pierre Duclos : le narrateur
- Gina Rovere : Gisella Marasca, la camarade du parti
- Leda Gloria : Maria Bottazzi, épouse de Peppone
- Valeria Ciangottini : Rosetta Grotti
- Saro Urzì (VF : André Valmy) : Brusco, le maire et le barbier
- Marco Tulli (VF : Fernand Sardou) : Smilzo
- Ruggero di Danino (it) : Don Brusati, secrétaire de Don Camillo
- Andrea Checchi : le leader communiste de Rome
- Carlo Taranto : Marasca, le mari de Gisela
- Armando Bandini (en) (VF : Roger Crouzet) : Don Carlino
- Giuseppe Porelli (VF : Henri Crémieux) : le docteur Galluzzi
- Karl Zoff (VF : Michel Gatineau) : Walter Bottazzi, le fils de Maria et de Peppone
- Andrea Scotti : le chef des jeunes athlètes
- Giulio Girola : le signor Grotti
- Armando Migliari
- Ignazio Balsamo : un camarade socialiste
- Franco Pesce (it)
- Alexandre Rignault
- Carlo Giuffré : Maresciallo, le carabinier
- Mario Siletti : un militant démocrate-chrétien
- Elio Folgaresi
- Gustavo Serena
- Spartaco Pellicciari
- Emma Gramatica : Desolina
- Renzo Ricci (VF : Paul-Émile Deiber) : Jésus (voix)
- Roger Rudel : Voix radio et un partisan de Peppone (voix française) (non crédité)

## Production

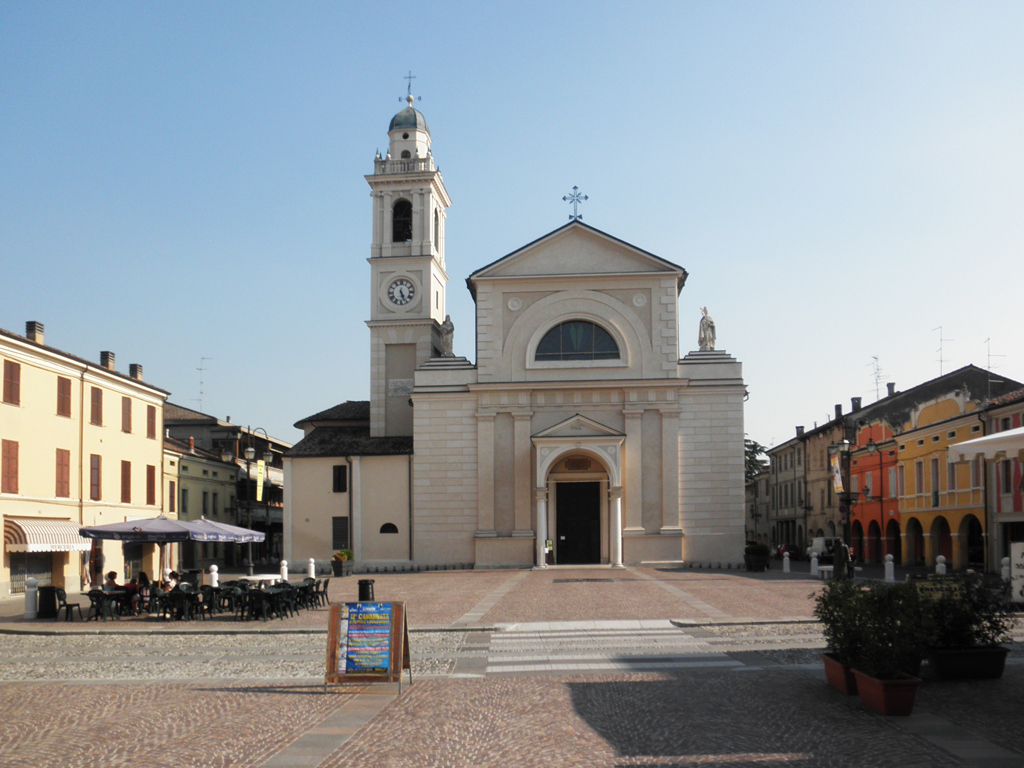
Église de Brescello où officie Don Camillo

Le tournage a eu lieu du 22 mai à juillet 1961 à Brescello et Parme (Italie). L'intérieur de l'église (et autres décors) des trois premiers films a été tourné aux studios de la Cinecittà à Rome et dans les deux derniers films, l'intérieur de l'église est celui de l'église de Brescello.
Le pont flottant constitué de 92 barges enjambant le Pô et reliant Boretto à Viadana figure dans le film.  En 1967 un pont en ciment le remplaça. Il fut ouvert au trafic reliant la SP 111 et la SP 458.

## Faits historiques
Au cours du film, plusieurs événements historiques sont mis en avance et impactent directement les protagonistes : la détente entre les deux blocs à la fin des années 1950, et l'incident de l'U-2 qui y met fin le 1er mai 1960. Les images de Événements de Gênes du 30 juin 1960 (it) sont également montrées, dont le Massacre de Reggio d'Émilie (it) du 7 juillet 1960 constitue le point culminant.

## Suite
1965 : Don Camillo en Russie